# José Rijo

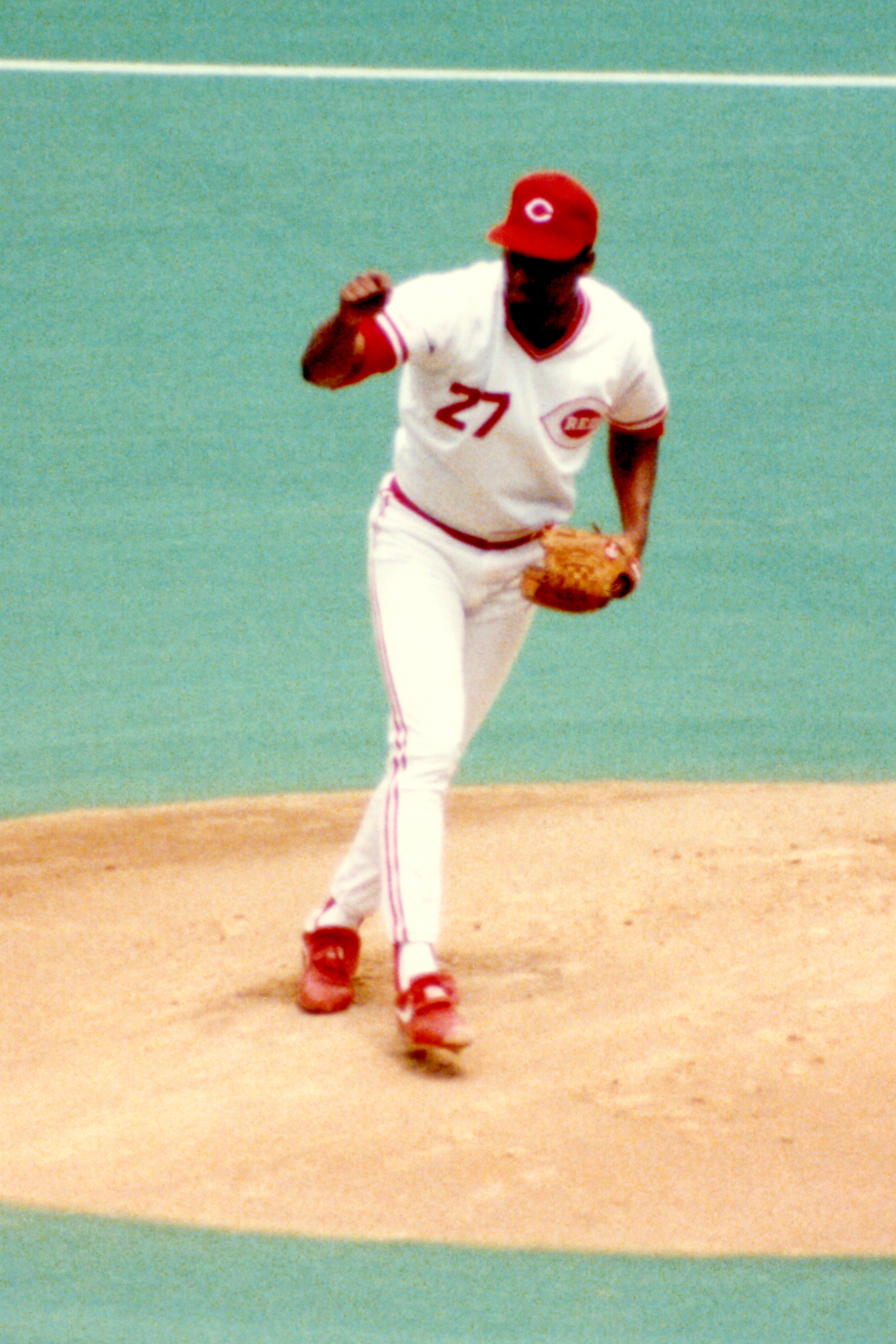
Imagem de José Rijo em 1991.

José Rijo é um ex-jogador profissional de beisebol da República Dominicana.

## Carreira
José Rijo foi campeão da World Series 1990 jogando pelo Cincinnati Reds. Na série de partidas decisiva, sua equipe venceu o Oakland Athletics por 4 jogos a 0.